# Circle of Snakes
Circle of Snakes è l'ottavo album in studio del gruppo heavy metal statunitense Danzig, pubblicato nel 2004.

## Tracce
1. Wotans Procession – 2:23
2. SkinCarver – 3:57
3. Circle of Snakes – 3:07
4. 1000 Devils Reign – 3:47
5. Skull Forrest – 5:06
6. HellMask – 3:14
7. When We Were Dead – 4:46
8. Night, BeSodom – 3:28
9. My Darkness – 4:21
10. NetherBound – 3:41
11. Black Angel, White Angel – 4:23

## Formazione
- Glenn Danzig – voce, chitarra, tastiera
- Bevan Davies – batteria
- Jerry Montano – basso
- Tommy Victor – chitarra